# Höfn

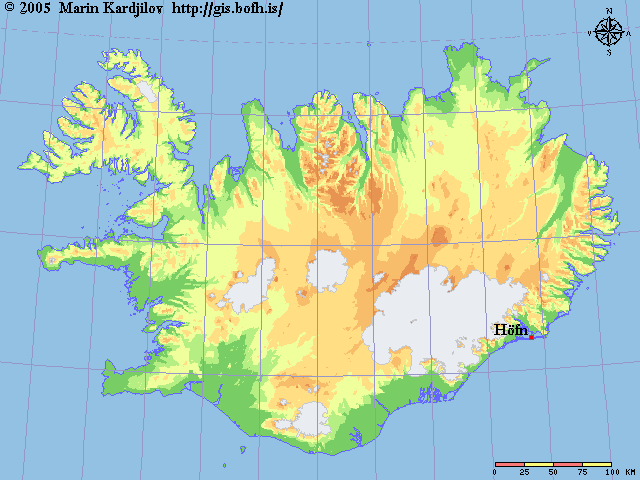
Höfns geografiska läge.

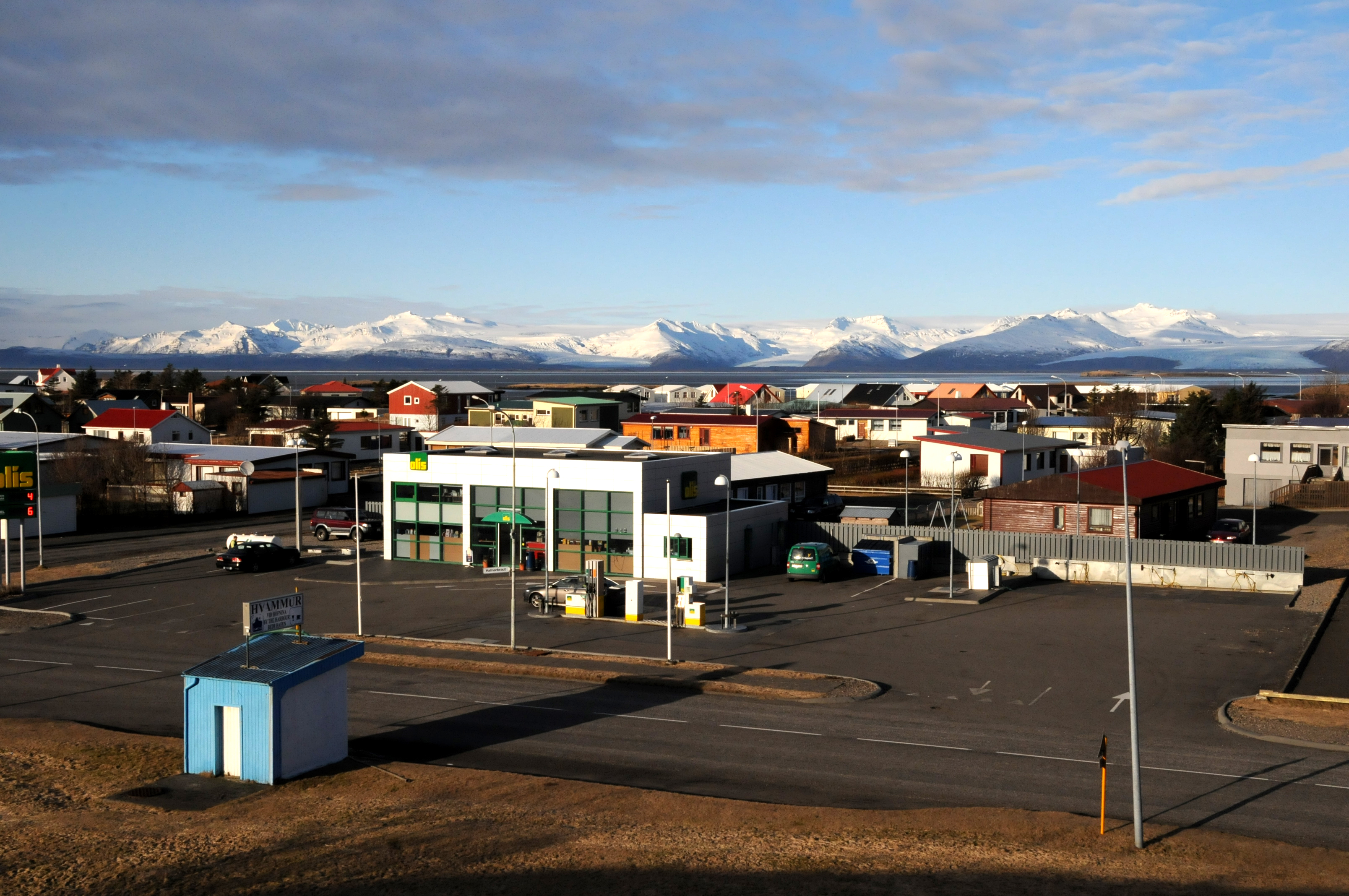
Höfn.

Höfn är en mindre fiskeort i sydöstra delen av Island. År 2021 hade den 1 745 invånare. Den är den största orten i kommunen Hornafjörður. Från Höfn erbjuds resor till den närbelägna glaciären Vatnajökull. Ortens kulturella höjdpunkt är den årliga hummerfestivalen som hålls den första helgen i juli. I närheten av orten ligger inrikesflygplatsen Hornafjörðurs flygplats.